# Обмен пленными между Украиной и Россией 21 сентября 2022 года
В ночь на 22 сентября 2022 года состоялся очередной обмен пленными между Украиной и Россией, в ходе которого Киев вернул 215 украинских военных, включая более ста участников обороны «Азовстали», а Москва получила 55 российских военных и пророссийского политика Украины Виктора Медведчука. Среди освобожденных Украиной были 205 украинских граждан и 10 иностранных граждан, воевавших в составе ВСУ. Обмен проходил на фоне российского вторжения в Украину. На тот момент это был самый масштабный обмен военнопленными с момента начала полномасштабной войны между Украиной и Россией.
Десять иностранных граждан, которые попали в российских плен на оккупированных украинских территориях, сначала доставили в Саудовскую Аравию в Эр-Рияд, а после их оттуда отправили в родные страны. Переговоры об освобождении иностранцев проходили при личном участии наследственного принца королевства Мухаммеда ибн Салман Аль Сауда.
Пять командиров обороны «Азовстали» по условиям соглашения были отправлены в Турцию. Согласно заявлениям украинского президента Владимира Зеленского, обмен состоялся при личном посредничестве президента Турции Реджепа Эрдогана. Согласно договорённостям с РФ, командиры обороны «Азовстали» должны были находится в Турции до конца российско-украинской войны. Однако после визита Зеленского в Турцию, 8 июля 2023 года командиры обороны «Азовстали» отправились в Украину вместе с украинским президентом. Россия обвинила и Украину, и Турцию в нарушении достигнутых ранее договорённостей. По возвращении на Украину командиры обороны «Азовстали» заявили о готовности вернуться на фронт.
Виктор Медведчук же после передачи в Россию выступал с обвинениями Украины и Запада в развязывании войны против России и пытался на российской территории создать политическое движение «Другая Украина».

## Предыстория
Согласно данным СБУ, после начала российского вторжения в Украину к 21 сентября 2022 года состоялось 20 обменов пленными между Украиной и Россией, в ходе которых были освобождены 802 украинских пленных.

### Арест Виктора Медведчука
К 2022 году Виктор Медведчук был одним из лидеров партии «Оппозиционная платформа - За жизнь» (ОПЗЖ) и имел репутацию главного пророссийского политика Украины. В СМИ его зачастую называли «кумом Путина». На парламентских выборах 2019 года ОПЗЖ заняла второе место с результатом 11.4% голосов и Медведчук стал  народным депутатом Украины.
Также Медведчук занимался крупным бизнесом, и в 2021 году Forbes включил его в список богатейших украинцев с состоянием  620 млн $. Однако в начале марта 2021 года украинская власть закрыла телеканалы, связываемых с Медвечуком, а в мае 2021 года Генпрокуратура Украины обвинила Медведчука в госизмене и незаконной торговле с ДНР и ЛНР, и с мая 2021 года украинский депутат Виктор Медведчук находился под домашним арестом. Вскоре  после начала российского вторжения в Украину, 27 февраля 2022 года Виктор Медведчук сбегает из-под домашнего ареста. 12 апреля 2022 года сотрудниками контрразведки СБУ Медведчук был задержан и вскоре решением Лычаковского районного суда Львова он был помешён под стражу.
Уже в апреле 2022 года украинский президент Владимир Зеленский выступил с предложением обменять Медведчука на украинских военнопленных. На фотографиях, опубликованных СБУ, Медведчук был одет в украинский военный камуфляж, и Зеленский тогда говорил: «Если Медведчук сам выбрал для себя военную форму, он подпадает под правила военного времени. Предлагаю Российской Федерации обменять этого вашего парня на наших парней и девушек в русском плену». На опубликованном СБУ видео с просьбой о своём обмене на защитников и жителей Мариуполя выступил и сам Медведчук. Согласие Медведчука на обмен подтвердила и его супруга Оксана Марченко.
В Москве к такому предложению сначала отнеслись сдержанно. Так, 13 апреля пресс-секретарь российского президента Дмитрий Песков заявил: «Что касается обмена, о котором с таким жаром, пылом, удовольствием заговорили разные деятели в Киеве, то Медведчук не является гражданином России, он не имеет никакого отношения к специальной военной операции. Он является иностранным политическим деятелем». Зампред Совбеза России Дмитрий Медведев в своём Telegram-канале тогда писал: «Отдельные уродцы, именующие себя „украинскими властями“, сообщают, что хотят выбить показания из Виктора Медведчука, затем „быстро и справедливо“ осудить его, а затем обменять на пленных. Этим деятелям стоит внимательно оглядываться по сторонам и крепко запирать двери на ночь, чтобы самим не оказаться в числе обмениваемых лиц».
Вскоре после публикации СБУ видео с обращением Медведчука, российское телевидение показало видео, где воевавшие на стороне ВСУ и попавшие в плен британцы Шон Пиннер и Эйден Аслин обращались к британскому премьер-министру Борису Джонсону с просьбой обменять их на Виктора Медведчука.

### Пленение защитников Мариуполя

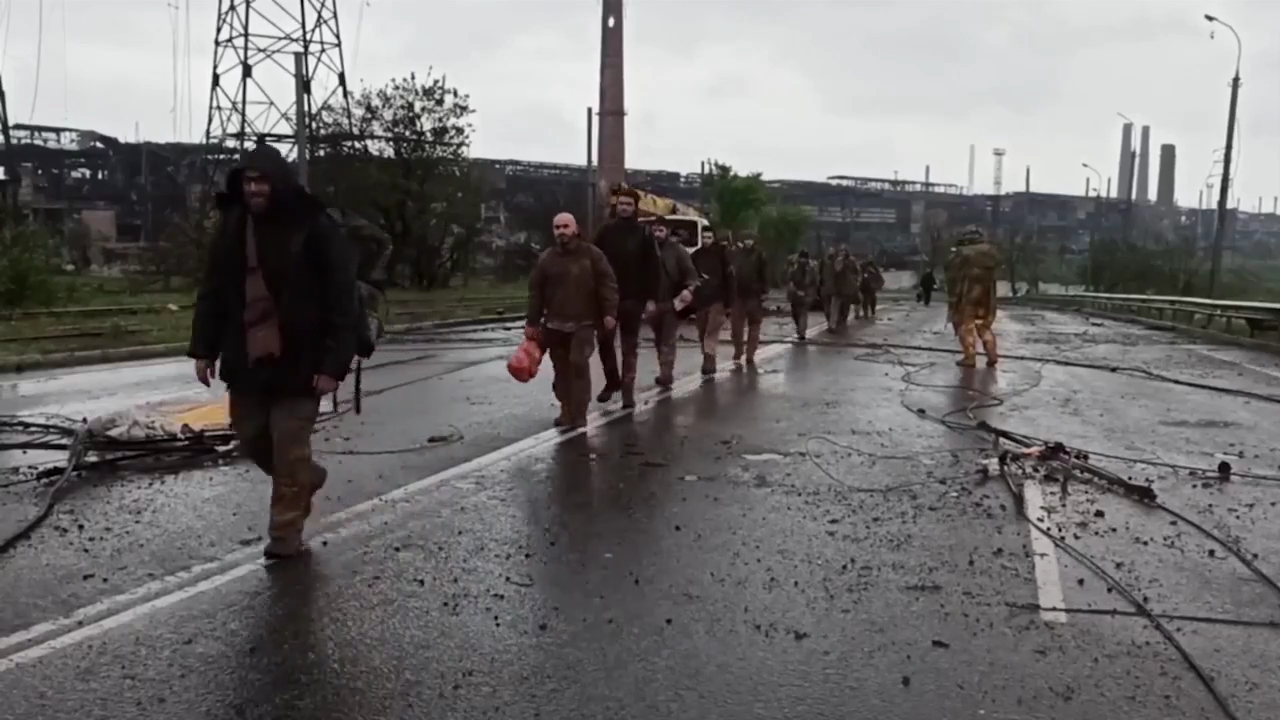
Сдача в плен участников обороны «Азовстали». 19 мая 2022 года.

С первых дней российского вторжения в Украину Мариуполь подвергался российским обстрелам. В результате развала украинской обороны на юге страны, уже к началу марта россияне окружили город. Оказавшись в блокаде, Мариуполь подвергался ожесточённым бомбардировкам и оказался на грани гуманитарной катастрофы. В марте 2022 года российские войска разбомбили Мариупольский театр и одну из городских больниц. Однако продолжались тяжёлые и кровопролитные бои за город. Украинские военные сковывали в Мариуполе значительные силы российских войск, давая Украине время для перегруппировки своих сил и получения больших объёмов западной помощи. При этом украинские силы, находясь в заблокированном городе, испытывали постоянный дефицит всего необходимого, и пребывали под постоянным ожесточённым огнем российской артиллерии, авиации и танков. С 18 апреля последним очагом украинского сопротивления остался завод «Азовсталь». Завод имел разветвлённую систему подземных туннелей и бункеров, в которых украинские силы спасались от обстрелов. Бои продолжались до 17 мая. К этому моменту в результате постоянных обстрелов на заводе оказывалось всё больше раненных, которым в условиях острейшего дефицита медикаментов и под постоянными ударами было невозможно оказать необходимую помощь. По словам начальника штаба «Азова» Богдана Кротевича, среди защитников «Азовстали» было 600 раненых, из них 300 «просто гнили заживо». Для военного прорыва блокады Мариуполя у ВСУ оказалось недостаточно сил, и украинские власти сосредоточились на поиске способов дипломатического обмена защитников Мариуполя. 16 мая Генштаб ВСУ дал приказ командирам обороны «Азовстали» «сохранить жизнь личного состава», после чего те сдались в плен. Украинская сторона называла это «операцией по спасению» и заявляла, что пленные с «Азовстали» вскоре будут обменяны. Всего оборона Мариуполя  продлилась 86 дней.
Многих украинских военных, вышедших с завода «Азовстали», доставили в колонию в селе Оленовка, находящуюся под Донецком. Еще около 90 человек, по данным журналистов, отправили в Россию. В начале июня 2022 года президент Украины Владимир Зеленский говорил, что в российском плену оказались 2500 участников обороны завода «Азовсталь». По заявлениям Минобороны РФ, в плен попали 2439 украинских военных. Пленных Сергея Волынского и Святослава Паламара российская пропаганда пыталась использовать для получения от них заявлений, которые бы дискредитировали украинское военное командование, руководство страны, призывали бы украинцев к прекращению  борьбы с Россией. Российский военкор  Владлен Татарский даже заявлял: «Скоро эти „Калина“ и „Волына“ – мы увидим из них патрульно-постовый полк Росгвардии в Мариуполе, который присягнет на верность России... Я жду, когда они снова выйдут на связь в форме Росгвардии и будут говорить о том, как они ошибались, любят Россию и вообще, что они теперь – пехотинцы Путина». Однако этого не случилось.
После того, как в мае 2022 года российские войска захватили «Азовсталь», лидер ЛДПР и глава комитета Госдумы по международным делам Леонид Слуцкий заявил, что в России «изучат вопрос» возможности обмена Медведчука на бойцов «Азова». Однако тогда  пресс-секретарь российского президента Дмитрий Песков заявил: «Мы уже говорили, что Медведчук является гражданином Украины и он не является военным. В случае лиц, которые сдались в плен на „Азовстали“, там речь идет о военных и о членах националистических формирований, поэтому это совершенно разные категории лиц, и здесь вряд ли можно говорить о каких-то обменах». Вместе с тем Слуцкий призвал к отмене моратория на смертную казнь в России, говоря что «украинские националисты достойны только высшей меры». Спикер Госдумы Вячеслав Володин тогда же выступил с инициативой о запрете обмена «нацистских преступников», однако по данным российского издания Коммерсантъ, властями РФ эта инициатива была отклонена  как «несвоевременная». 23 мая заместитель главы МИД РФ Андрей Руденко допустил возможность обмена пленных с «Азовстали».
В ночь на 29 июля произошло массовое убийство украинских военнопленных в Оленовке, среди которых были и бойцы «Азова». Погибли более 50 украинских пленных. Украина обвинила Россию в намеренном подрыве барака с пленными с целью скрытия пыток и убийств украинских военных, тогда как РФ обвинила Украину в обстреле колонии с военнопленными из систем HIMARS.
В августе 2022 года Верховный суд России объявил «Азов» „террористической организацией“.  Советник главы офиса президента Украины Михаил Подоляк заявил, что это решение является «чисто внутренним пропагандистским продуктом» и не повлияет на переговоры по обмену пленными.
Российская пропаганда часто изображала «Азов» в качестве примера процветающего неонацизма в Украине.
Захваченным бойцам «Азова» грозили военным трибуналом. Глава ДНР Денис Пушилин заявлял, что процесс над участниками обороны «Азовстали» устроят в Мариуполе до конца лета 2022 года. В июле 2022 года в ДНР отменили мораторий на смертную казнь. В августе 2022 года международные наблюдатели отмечали приготовления в Мариуполе к суду над защитниками Азовстали, в частности они указывали на фотографии, свидетельствовавшие, что в здании Мариупольской филармонии ставят металлические клетки для подсудимых. В СМИ предполагали, что участниками обороны «Азовстали» может грозить смертная казнь после показательного процесса.

## Обмен

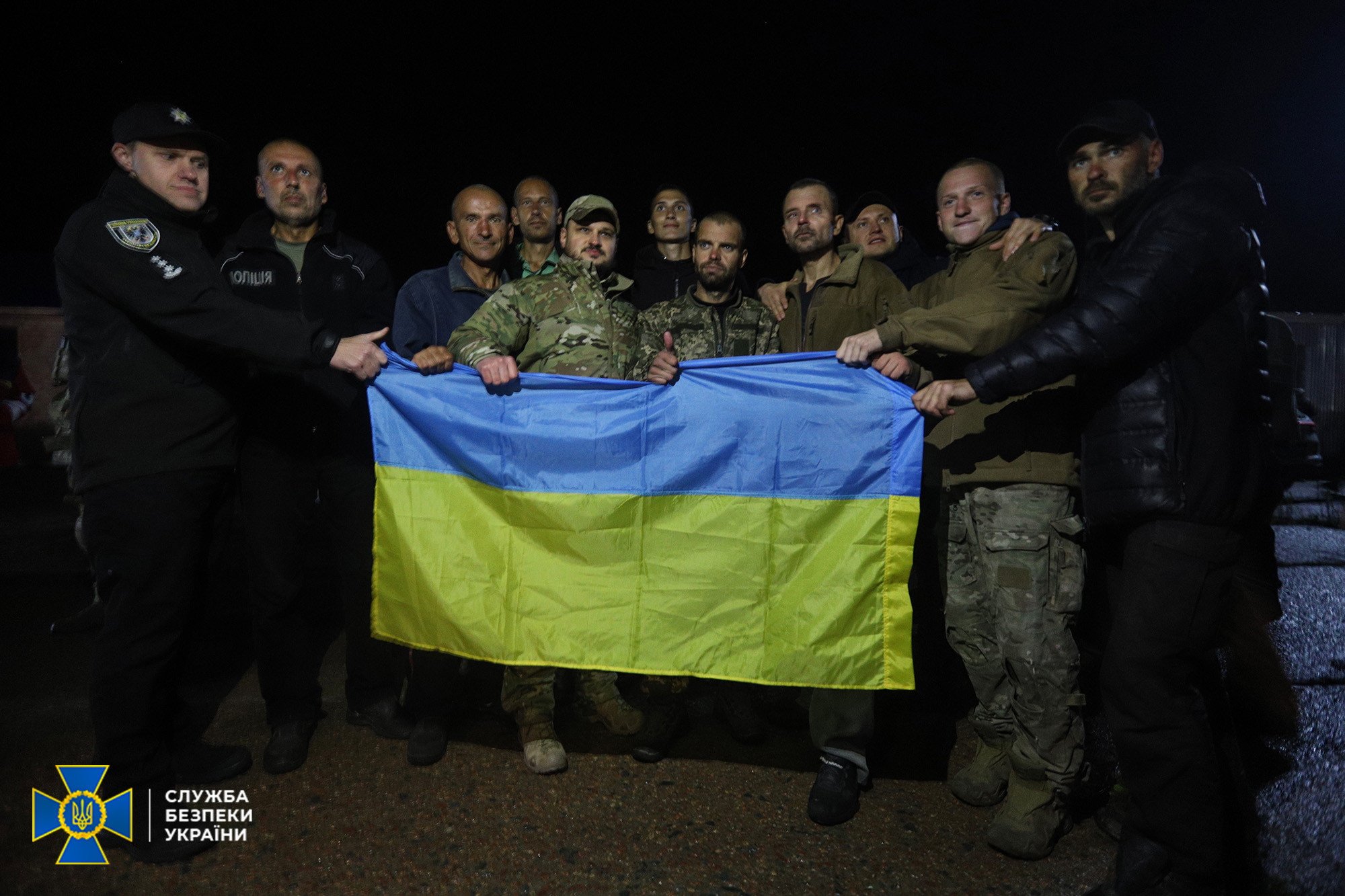
Возвращение 200 украинских военных. Черниговская область, 21 сентября 2022 года.

В ночь на 22 сентября 2022 года состоялся самый масштабный на тот момент обмен пленными между Украиной и Россией с начала российского вторжения.
Обмен проходил в четырех странах: на российско-украинской границе в Черниговской области, Саудовской Аравии, Турции и один из промежуточных этапов состоялся в Польше. Главными посредниками на переговорах были Турция и Саудовская Аравия. При этом если Турция давно претендовала на роль главного посредника в переговорах между Украиной и Россией, то Саудовская Аравия до этого не проявляла активности в сфере российско-украинских отношений. В переговорах также принимал участие генсек ООН Антониу Гутерриш.
Украина вернула 215 своих военных, а Россия — 55 своих военных и кума Путина Виктора Медведчука. При этом Украина получила 124 офицера, а РФ, по некоторым данным, вернула двух своих старших офицеров (подполковника и майора), и шесть младших офицеров. Из украинских пленных 108 человек были из состава полка «Азов», участвовавших в боях за Мариуполь и «Азовсталь». Под обмен попали также сотрудники пограничной службы Украины, СБУ, ВМС Украины, полиции и таможни. Всего было освобождено 180 участников обороны «Азовстали» из разных подразделений. Некоторые из обменянных бойцов «Азова» находились в плену в колонии Оленовки, восемь из них были ранены во время массового убийства в этой колонии. Вместе с тем еще тысячи украинских пленных с «Азовстали» остались в российском плену.

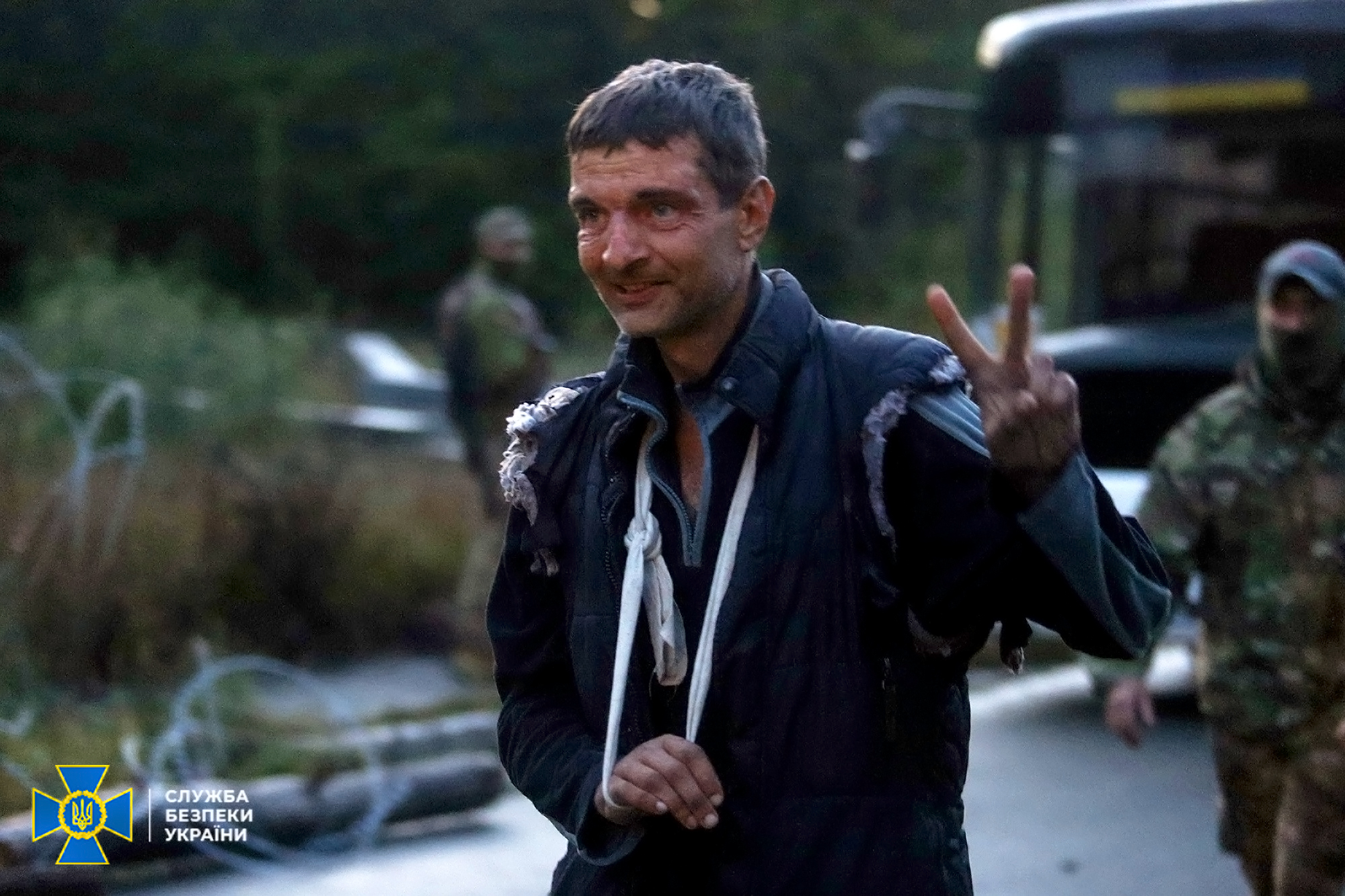
Возвращение из плена Дианов, Михаил Александрович.

Среди обменянных украинских военных были парамедик Екатерина Полищук («Пташка»); глава патрульной полиции Мариуполя Михаил Вершинин; боец «Азова» и фотограф Дмитрий Козацкий («Орест»), получивший широкую известность своими фотографиями с осажденной «Азовстали»; старший сержант 36-й бригады морской пехоты Михаил Дианов, известный по фотографии с раненной рукой из «Азовстали»; Герои Украины Евгений Бова и Лев Пашко. Были освобождены и Константин Никитенко («Фокс») с Николаем Кущем («Фрост») — бойцы «Азова», приговоренные в ДНР к смертной казни летом 2022 года.
По словам главы Офиса президента Украины Андрея Ермака, 200 украинских военных обменяли на одного Виктора Медведчука, а 5 украинских командиров обороны «Азовстали» были обменяны на 55 российских военнослужащих. Зеленский говорил, что ему не жаль «отдать одного  фаната России на 200 воинов» и заявлял, что с Медведчуком во время его ареста уже были  проведены все следственные действия.
В этот же день Саудовская Аравия объявила об освобождении десяти иностранных граждан, которые попали в российских плен на оккупированных украинских территориях. Это были два гражданина США, пять Великобритании, и по одному Хорватии, Швеции и Марокко. При этом трое из них — британцы Шон Пиннер и Эйден Аслин и марокканец Саадун Брагим — были захвачены в плен в апреле 2022 года и летом были приговорены к смертной казни в ДНР. Их обвиняли в ДНР по статьям «Насильственный захват власти или насильственное удержание власти» и «Наемничество», приговорив к смертной казни именно за участие в войне на стороне Украины. Все трое осужденных еще до начала полномасштабного вторжения заключили контракты на службу в ВСУ и Украина настаивала, что они являлись комбатантами. Военнопленных сначала доставили в Саудовскую Аравию в Эр-Рияд, а после их оттуда отправили в родные страны. По словам министра иностранных дел Саудовской Аравии Фейсал ибн Фархан Аль Сауда, переговоры об освобождении иностранцев проходили при личном участии наследственного принца королевства Мухаммеда ибн Салман Аль Сауда.
В ночь на 22 сентября, по сообщениям российских телеграм-каналов, самолет с 55 военнопленными РФ приземлился в подмосковном аэродроме Чкаловский. Представители ДНР заявили, что на  обмен пошли в том числе военные, попавшие в плен во время украинского контрнаступления в Харьковской области. Также в российских пабликах говорили, что обменять могли российских пилотов.
По данным турецкого издания Hurriyet, передача Виктора Медведчука России произошла в Анкаре, туда же прибыл и самолет с украинскими командирами обороны «Азовстали».

### Украинские командиры в Турции

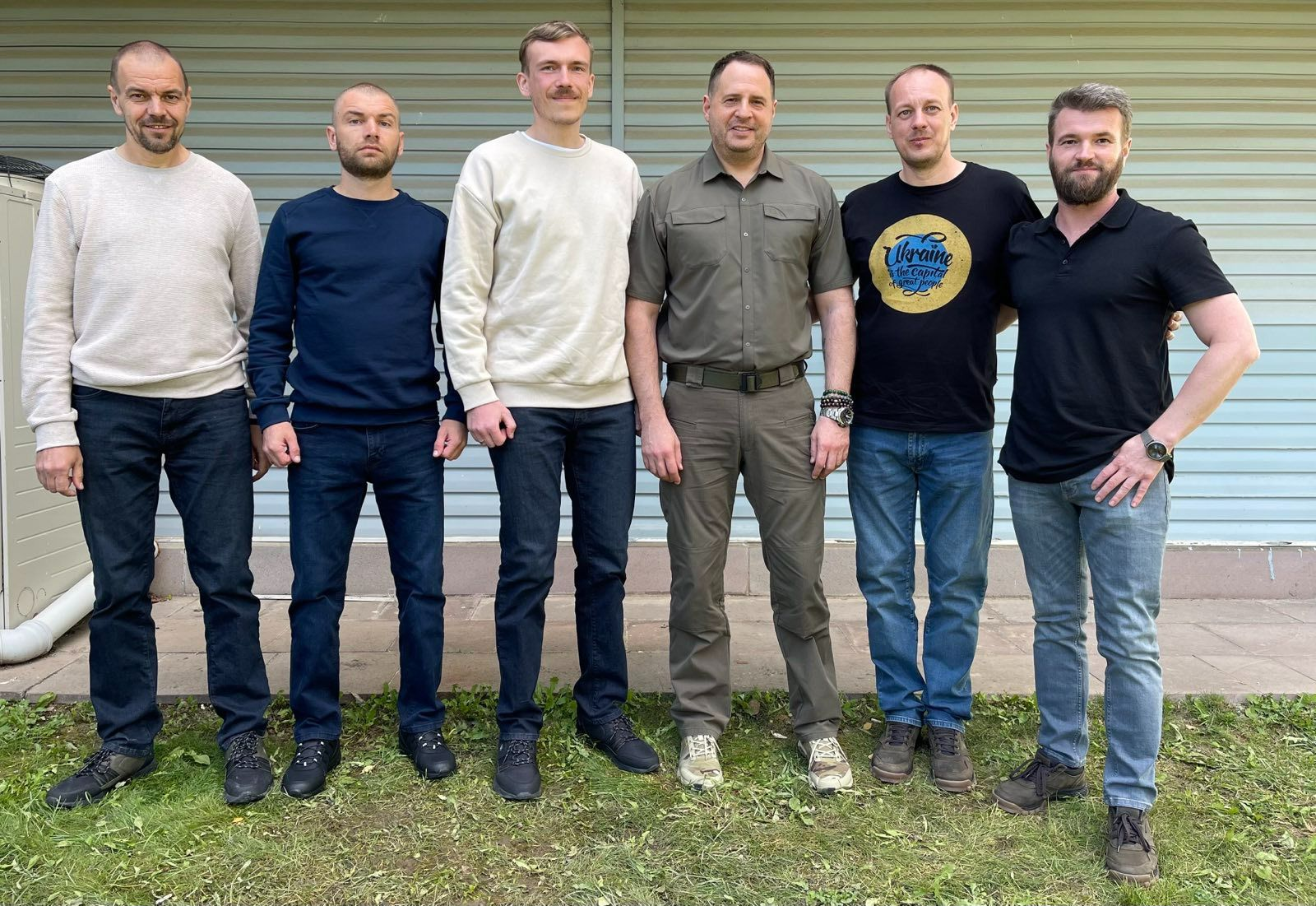
Встреча командиров обороны «Азовстали» с главой Офиса Президента Украины. 3 октября 2022 года, Турция. Слева направо: Олег Хоменко, Сергей Волынский, Денис Прокопенко, Андрей Ермак, Денис Шлега, Святослав Паламар.

Пять командиров обороны «Азовстали», по достигнутым условиям обмена, должны были находится в Турции до конца войны. Это были: Денис Прокопенко («Редис») — командир «Азова»; Сергей Волынский («Волына») — и.о. командира 36-й бригады морской пехоты; Святослав Паламар («Калина») — заместитель командира полка «Азов»; Олег Хоменко («Апис») — майор, член «Азова», непосредственный руководитель обороны «Азовстали»; Денис Шлега — полковник, командующий 12-й бригадой оперативного назначения им. Дмитрия Вишневецкого. Они пребывали в Турции «под личной протекцией турецкого президента Реджепа Эрдогана» в комфортных условиях, при этом им было разрешено связываться с родными.
22 сентября в эфире телемарафона «Единые новости» украинский президент Владимир Зеленский пообщался с освобожденными командирами обороны «Азовстали» по видеосвязи. В Турцию же к ним выехали глава ГУР Украины Кирилл Буданов и министр внутренних дел Денис Монастырский.
3 октября 2022 года к командирам обороны «Азовстали» прилетели глава Офиса Президента Украины Андрей Ермак и первая леди Украины Елена Зеленская. Всем командирам «Азовстали» были вручены звезды Героев Украины.
25 мая 2023 года через свою мать Святослав Паламар обратился к Зеленскому с просьбой вернуть их в Украину, говоря что они будут полезны в своей стране.

### Реакция
С вечера 21 сентября украинские СМИ и телеграм-каналы активно освещали новости с возвращением украинских военных домой. Пользователи украинских  социальных сетей с радостью встретили новость об этом обмене. При этом и.о.  СБУ Василий Малюк отметил, что количество освобожденных украинских пленных ради обмена  Медведчука «является автоматически признаком того, что Медведчук был топовым госпредателем в Украине».
Российские государственные СМИ с вечера 21 сентября игнорировали новости об обмене. Российское Минобороны только днем 22 сентября подтвердило обмен 55 военнослужащих РФ и ЛДНР. Однако мнения среди проклемлевских комментаторов по поводу обмена разделились. Российский пропагандист  Владимир Соловьев в своем телеграм-канале  писал: «Рассветает, и я сейчас думаю о том, что 87 наших военных в эти минуты спят! Впервые за полгода. Их никто сегодня не будет бить. Ни у кого ничего не отрежут. Никого из них не расстреляют. Они просто спят. И сегодня чья-то мать не будет голосить в храме, до крови стирая колени, вымаливая сына». При этом 22 мая 2022 года Соловьев говорил: «Это что получается? Можно совершать преступления, насиловать, убивать, восемь лет терроризировать <…>, чтобы теперь их поменяли на какого-то Медведчука?! Украинского гражданина? Там 400 ребят наших в плену! Нет, ребята, если мы сейчас начнем играться с этой болезненной темой, народ этого не простит!». Российская пропагандистка Маргарита Симоньян писала: «Что важнее? Радость от спасения своих или удовлетворение от возмездия врагу? Для меня — первое. <...> По мне, так за одного нашего этих мразей хоть по 20 копеек пучок. Наши — дома! 55 человек. Это плохо? Плохо это?».
Вместе с тем множество российских комментаторов были возмущены. Они удивлялись обменом украинского политика Виктора Медведчука на бойцов «Азова», которых российская власть многократно называла неонацистами. Дополнительный гнев российским комментаторам придавал тот факт, что обмен  состоялся 21 сентября — в день объявления мобилизации в России. Бывший лидер сепаратистов на Донбассе Игорь Стрелков говорил: «Освобождение всего командного состава полка „Азов“ <...> это предательство, [которое] успешно доведено до конца». Российский военкор Андрей Руденко и вовсе сказал: «Ощущение, что хером поводили… Хотелось бы еще что-то добавить, но авторитетные личности уверяют, что так надо…». Недовольным обменом остался и глава  Чечни Рамзан Кадыров: «Мы выполнили обмен на украинских условиях. Это неправильно. Наши бойцы давили фашистов в Мариуполе, загоняли в „Азовсталь“, выкуривали их из подвалов, гибли, получали ранения и контузии. Передача даже одного этого азовского террориста должна была быть неприемлемой».
Пресс-секретарь российского президента Дмитрий Песков 22 сентября говорил: «У меня нет полномочий это комментировать. Была информация Министерства обороны. Если будет дополнительная информация — она последует».

### Подготовка обмена
Согласно изданию The Washington Post, которое ссылалось на информацию от высокопоставленных американских чиновников, ФСБ было против обмена Медведчука на бойцов «Азова», однако Путин не прислушался к этому мнению и одобрил обмен. Также в статье The Washington Post отмечалась роль российского бизнесмена  Роман Абрамович в этих переговорах.

### Роль Турции
С самого начала вторжения России в Украину Турция пыталась занять позицию посредника. Турция в марте 2022 года организовывала переговоры между Украиной и Россией.
В конце апреля 2022 года у защитников «Азовстали» сложилась критическая ситуация из-за постоянных обстрелов и штурмов их укреплений российскими силами. 30 апреля Сергей Волынский обратился к турецкому президенту Реджепу Эрдогану с просьбой  эвакуации и экстракции участников обороны «Азовстали» на территорию Турции. Это обращение показал турецкий телеканал Haberturk TV. О переговорах турецкой стороны и РФ и их результатах сообщил лидер Меджлиса крымскотатарского народа Мустафа Джемилев. Турция предлагала отправить для эвакуации украинских военных с «Азовстали» свой корабль в порт Бердянска, так как Мариупольский порт был заминирован. Однако по словам Джемилева, российский  министр обороны Сергей Шойгу сказал, что россияне согласны «выпустить мирное население, а военные должны сдаться».

## Возвращение командиров обороны «Азовстали» в Украину
После турне по странам Восточной Европы, 7  июля 2023 года Владимир Зеленский посетил Турцию и встретился с турецким президентом Реджепом Эрдоганом. В ходе визита Зеленского Эрдоган сделал несколько жестов в пользу Украины: подчеркнул, что «безусловно, Украина заслуживает членства в НАТО»; отметил, что «с 2014 года, когда Крым был аннексирован в нарушение международного права» Турция поддерживала территориальную целостность и суверенитет Украины; отметил «самоотверженную борьбу крымских татар за возвращение своей стране свободы»; подписал меморандум о строительстве в Украине завода по производству  БПЛА «Байрактар».
8 июля пресс-служба Зеленского опубликовала видео, в котором было сказано: «Возвращаемся домой из Турции и возвращаем домой наших героев». Владимир Зеленский забрал пятерых командиров обороны «Азовстали» с собой на президентском самолете. Вечером 8 июля командиры Азовстали и Зеленский прибыли во Львов, где в тот день состоялся молебен, посвященный 500-му дню полномасштабной войны  с Россией.
Пресс-секретарь российского президента Дмитрий Песков в ответ на это заявил: «Условия возвращения нарушила как турецкая сторона, так и Киев. По условиям договоренностей главари «Азова» должны были находиться на территории Турции до момента окончания конфликта». Песков также сказал: «Разумеется, идет подготовка к саммиту НАТО и, разумеется, в контексте этой подготовки на Турцию оказывали большое давление. А сама Турция, конечно, таким образом, будучи членом НАТО, проявляет свою солидарность с североатлантическим альянсом. Мы это все прекрасно понимаем». Песков заявлял, что Турция находилась  «под давлением» «на фоне провалов ВСУ во время контрнаступления».
В Украине же звучали заявления, что сама РФ не до конца выполнила условия сдачи участников обороны «Азовстали», продержав украинских командиров несколько месяцев в плену, а не немедленно отправила их в нейтральную страну.

### Оценки
В Украине вместе с радостью от возвращения командиров обороны «Азовстали» звучали опасения, что это может осложнить освобождение остальных азовцев из российского плена, которых оставалось у России несколько сотен.
Многие российские провоенные  блогеры описали эту ситуацию как «унижение России».
По мнению международника Максима Яли, «Эрдоган продемонстрировал, что если Путин и дальше будет его игнорировать, не будет учитывать национальные интересы Турции, то Анкара снова может пойти на подобные неожиданные и болезненные шаги. Эрдоган дал четко понять, что как бы там ни было, но „зерновое соглашение“ должно быть продлено, потому что Анкара, которая зарабатывает значительные средства на переработке, на перевалке украинского зерна, в ней очень заинтересована. В конце концов, в соглашении заинтересован также весь мир, учитывая статус Украины как одного из ключевых поставщиков зерна на международный рынок».
По мнению эксперта по политике Турции Байрама Бальчи, «Возможно, это произошло из-за того, что они [власти Турции] меньше боятся России. Возможно, после выступления Пригожина они сказали себе: „Мы можем изменить подход, потому что Путин уязвим, его положение дестабилизировано, и мы можем позволить себе такую свободу“».

## После освобождения
Деятельность Медведчука
После передачи России Виктора Медведчука многие комментаторы в украинских СМИ и соцсетях предрекали ему сложную участь. Ими предполагалось, что российский 
президент Владимир Путин может поставить Медведчуку непростые вопросы вроде «куда же подевались те несметные миллиарды, за которые Медведчук якобы должен бы выстроить сеть пророссийских организаций, чьи активисты должны были встречать оккупационные войска с рушниками и караваями». Глава украинского ГУР Кирилл Буданов говорил: «Медведчук на этом этапе больше всего нужен именно Федеральной службе безопасности, потому что это лицо, через которое напрямую шло финансирование многих агентурных сетей здесь. Через это шло финансирование определенных должностных лиц и вообще наполнение негласного бюджета ФСБ. Поэтому он им очень нужен. Это, прежде всего, средство их влияния и зарабатывания/отмывания средств. Это и есть главная причина, почему они так за него боролись». Звучали предположения, что Медведчук может пропасть из публичной политики также как это случилось со сбежавшим ранее в Россию Виктором Януковичем. Однако, по оценкам журналистов, «доверие Путина к Медведчуку не поколебалось».
В январе 2023 года вышла  статья Медведчука «Украинский синдром. Анатомия современного военного противостояния», опубликованная российской газетой Известия — издания, входящего в медиахолдинг  близкого к Путину олигарха Юрия Ковальчука. Статья была написана с пророссийских позиций, причины российско-украинского конфликта в ней были написаны в духе путинской статьи «Об историческом единстве русских и украинцев». В ней содержались обвинения Зеленского в политических репрессиях, развязывании войны с Россией, в то же время Медведчук намекал о возможности ядерной войны в Европе и вывода: «украинцы должны построить свою демократию». Для этого Медведчук предлагал создать некий эмигрантский центр, который от имени «правильной [в глазах Кремля] Украины» будет договариваться с Россией о мире. Эту идею сравнивали с проектом «Комитет спасения Украины», который ранее создали сбежавшие в Россию деятели времен Януковича во главе с бывшим премьер-министром Украины Николаем Азаровым. В апреле 2023 года Медведчук создал в России движение «Другая Украина».
Освобожденные украинские военные
Командиры обороны «Азовстали» после  возвращения в Украину заявили о готовности вернуться на фронт.